# Peperomia kraemeri
Peperomia kraemeri är en pepparväxtart som beskrevs av C. Dc.. Peperomia kraemeri ingår i släktet peperomior, och familjen pepparväxter. Inga underarter finns listade i Catalogue of Life.